# Clarence Ransom Edwards
Major General Clarence Ransom Edwards (1 de janeiro de 1859 - 14 de fevereiro de 1931) era um oficial sénior do Exército dos Estados Unidos, conhecido como o primeiro chefe do Escritório de Assuntos Insular, e comandante da 26ª Divisão na Primeira Guerra Mundial.

## Início de carreira
Edwards nasceu em Cleveland, Ohio, filho do comerciante local William Edwards e de Lucia Ransom. Ele se formou na Academia Militar dos Estados Unidos em 1883 e ficou em último lugar em sua classe (52º de 52º). Após a sua graduação em West Point, Edwards foi nomeado segundo-tenente no Ramo de Infantaria, servindo no 23º Regimento de Infantaria. Nos anos seguintes, Edwards serviu em vários postos, incluindo Fort Union, Fort Porter, Cleveland, Ohio (comandando a guarda do túmulo do presidente Garfield) e Fort Davis. Enquanto estava estacionado em Fort Porter, ele conheceu Bessie Rochester Porter, um membro da família que incluía Peter Buell Porter, de quem o forte foi nomeado, e eles se casaram em 1889.
Ele foi promovido a primeiro-tenente em 25 de fevereiro de 1891 enquanto servia em serviço destacado como Professor de Ciência Militar e Tática no St. John's College (agora conhecido como Fordham University), do qual recebeu um diploma honorário. Após outro período de serviço destacado no Gabinete de Informação Militar do Gabinete do Ajudante Geral, Edwards voltou para a 23ª Infantaria em Fort Clark, servindo como capitão no comando de uma companhia de rifles, e mais tarde como intendente regimental.

## Guerra Hispano-Americana, Filipinas e depois
Com a eclosão da Guerra Hispano-Americana, Edwards mudou-se com seu regimento para Nova Orleans, Louisiana. Em maio de 1898, ele recebeu o posto de Major, Voluntários dos EUA, e designado como Ajudante Geral do 4º Corpo de Exército em Mobile, Alabama (e, mais tarde, Tampa, Flórida e Huntsville, Alabama) sob o comando do Major General John J Coppinger. O 4º Corpo de Exército deveria ter participado da invasão a Cuba, mas não conseguiu transporte.
Em janeiro de 1899, Edwards foi nomeado Adjutor-Geral na equipe do General HW Lawton, acompanhando-o às Filipinas. Ele participou de todas as campanhas de Lawton nas Filipinas, incluindo a Batalha de Santa Cruz e a Batalha da Ponte Zapote. Edwards recebeu três estrelas de citação de prata por bravura em ação durante essas campanhas. Lawton foi morto na Batalha de Paye em dezembro de 1899, e Edwards acompanhou seus restos mortais a Washington, DC para o enterro.
Em 1900, em parte devido ao seu conhecimento das condições nas Filipinas, foi promovido a tenente-coronel e nomeado Chefe da Divisão de Alfândegas e Assuntos Insulares do Departamento de Guerra. Em julho de 1902 foi promovido a coronel e nomeado primeiro chefe do novo Bureau de Assuntos Insulares. Ele manteve esse cargo até 1912, quando já havia ascendido ao posto de general de brigada.

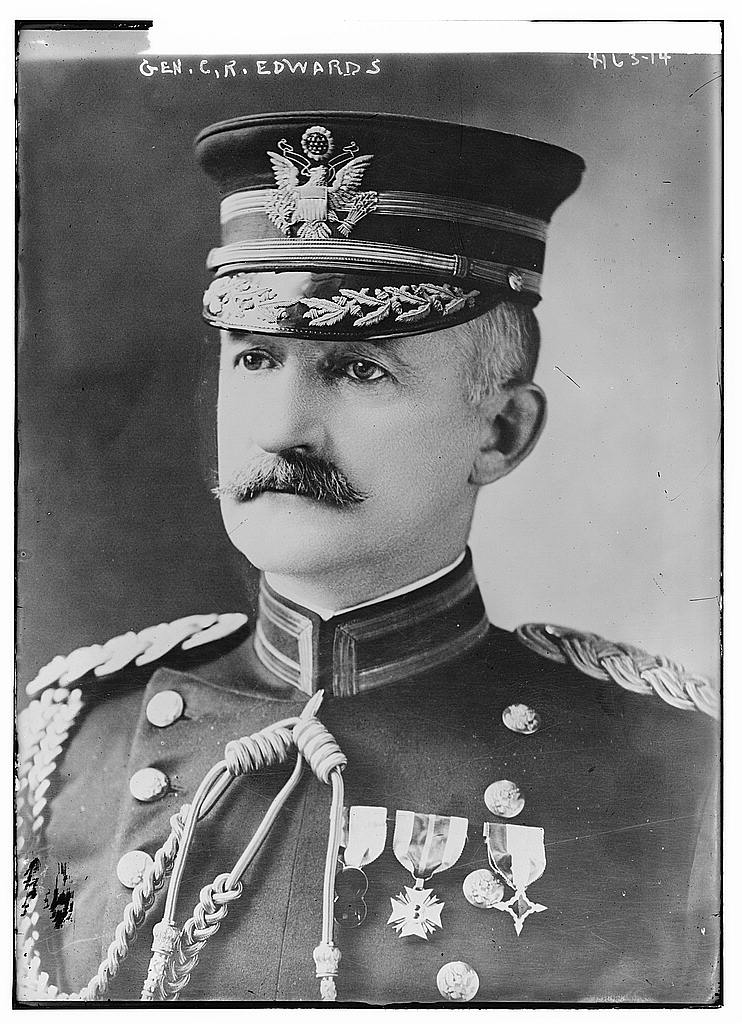
Edwards em 1917

Edwards foi nomeado comandante da 6ª Brigada no Forte DA Russell, Wyoming, em outubro de 1912. A brigada foi transferida para Texas City, Texas, em fevereiro de 1913, em resposta à Revolução Mexicana. Em fevereiro de 1914, Edwards tornou-se o comandante da 1ª Brigada Havaiana, em Schofield Barracks, Havaí. Ele então serviu como comandante de todas as forças dos EUA na Zona do Canal do Panamá de fevereiro de 1915 a abril de 1917.

## Primeira Guerra Mundial
Com a eclosão da Primeira Guerra Mundial, Edwards foi colocado no comando do Departamento do Nordeste, compreendendo todos os estados da Nova Inglaterra. Em agosto de 1917, quatro meses após a entrada dos americanos na guerra, ele foi promovido ao posto de major-general do Exército Nacional e recebeu a tarefa de organizar a 26ª Divisão. A divisão, uma formação da Guarda Nacional do Exército, chegou à Frente Ocidental em setembro de 1917, a primeira divisão americana completa a fazê-lo. A divisão também se tornou a primeira divisão americana completa a entrar em combate em Chemin-des-Dames, França, em fevereiro de 1918, onde permaneceram por 46 dias.

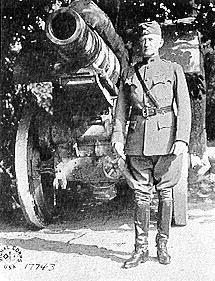
Edwards ao lado de uma arma de artilharia em seu homônimo, Camp Edwards

Voltando aos seus dias em West Point, Edwards ganhara a reputação de ter a língua afiada e ser contencioso. O general John Joseph "Blackjack" Pershing, comandante-chefe (C-in-C) da Força Expedicionária Americana (AEF) na Frente Ocidental, o desprezava particularmente. Edwards fez outro inimigo no Major General Robert Lee Bullard durante o alívio da 26ª Divisão da 1ª Divisão perto de Toul em abril de 1918. Edwards encontrou falhas em tudo o que viu e acusou a 1ª Divisão de deixar para trás documentos confidenciais. Bullard ficou furioso, mas Pershing sempre favoreceu a 1ª Divisão e o tranquilizou, e nada resultou do incidente. Em julho de 1918, durante a Segunda Batalha do Marne, o comandante do I Corps, Tenente General Hunter Liggett descobriu que, embora a 26ª Divisão não carecesse de heroísmo e lutasse bravamente, ele não podia depender de seus comandantes, especialmente Edwards, para subjugar a sua unidade para as divisões do Exército Regular.
A morte final de Edwards veio em outubro de 1918, quando ele relatou um incidente a Liggett envolvendo informações que dois de seus soldados haviam obtido de soldados alemães com os quais estavam confraternizando. Os alemães haviam expressado a sua crença de que a guerra acabaria em breve e que relutavam em continuar lutando. Enquanto Edwards pensava que estava relatando o moral baixo do inimigo a Liggett, ele deu a Liggett uma desculpa para se livrar de Edwards por seu zelo em apoiar a Guarda Nacional. Liggett relatou o incidente ao comandante da AEF, General Pershing, que aproveitou a oportunidade para agir em sua vingança pessoal e aliviar Edwards de seu comando.

## Carreira posterior
No retorno de Edwards aos Estados Unidos, ele foi designado para o comando do Departamento do Nordeste mais uma vez, com sede em Boston. Em setembro de 1920, ele voltou ao posto de general de brigada do Exército Regular e foi colocado no comando da 2ª Brigada, com base em Camp Taylor, Kentucky. Ele foi promovido a major-general do Exército Regular em junho de 1921, e recebeu o comando da área do Primeiro Corpo de exército, com sede em Boston, onde serviu até se aposentar em 1º de dezembro de 1922, após quase 40 anos de serviço. Após a aposentadoria, Edwards atuou como presidente da empresa de alimentos que seu pai havia fundado.
Edwards foi membro da Ordem Militar de Guerras Estrangeiras (MOFW) e serviu como seu Comandante Geral de 1923–1926.
Sua filha Bessie morreu de pneumonia em Camp Meade, Maryland, em 13 de outubro de 1918 e sua esposa morreu em 25 de janeiro de 1929. Edwards morreu em 14 de fevereiro de 1931 em Boston, Massachusetts e os três estão enterrados juntos no Cemitério Nacional de Arlington, Arlington, Virgínia.

## Honras e prêmios

### Condecorações e medalhas militares
- Medalha de Distinção por Serviço (póstuma - entregue em 1937)
- Medalha de Serviço de Guerra Espanhola
- Medalha da campanha filipina com três estrelas de citação de prata
- Medalha da Vitória
- Legião de Honra (França)
- Croix de Guerre com palma (França)
- Ordem da Grã-Cruz de Leopoldo (Bélgica)
- Haller Swords (Polônia)[1]

#### Citação de medalha de serviço distinto
Citação
O Presidente dos Estados Unidos da América, autorizado pelo Ato do Congresso de 9 de julho de 1918, orgulha-se de apresentar a Medalha de Serviço Distinto do Exército (Póstuma) ao Major General Clarence R. Edwards, do Exército dos Estados Unidos, por serviços excepcionalmente meritórios e distintos ao Governo dos Estados Unidos, em um dever de grande responsabilidade durante a Primeira Guerra Mundial. Depois de ter organizado a 26ª Divisão, o General Edwards a comandou com distinção durante todos, exceto 18 dias de seu serviço ativo no front. As altas qualidades de liderança e devoção infalível ao dever demonstrada por ele foram responsáveis pelo espírito marcante e moral de seu comando. A sua notável habilidade tática e energia se devem em grande parte aos brilhantes sucessos alcançados pela 26ª Divisão da Guarda Nacional durante suas operações contra o inimigo de 4 de fevereiro de 1918 a 11 de novembro de 1918.

### Outras honras
- Edwards recebeu diplomas honorários de Doutor em Direito da Universidade de Syracuse, Trinity College, Middlebury College, Boston College, Norwich College e Fordham College.[5]
- Uma coleção de seus artigos está arquivada na Sociedade Histórica de Massachusetts, em Boston, e está aberta para pesquisas.

## Datas de patente
| Insígnia       | Classificação      | Componente                          | Data |
| -------------- | ------------------ | ----------------------------------- | --- |
| Nenhum         | Cadete             | Academia Militar dos Estados Unidos | 1 de setembro de 1879                                                                                               |
| Nenhum em 1888 | Segundo tenente    | Exército Regular                    | 13 de junho de 1883                                                                                                 |
|                | Primeiro-tenente   | Exército Regular                    | 25 de fevereiro de 1891                                                                                             |
|                | Maior              | Voluntários                         | 12 de maio de 1898                                                                                                  |
|                | Capitão            | Exército Regular                    | 30 de julho de 1898                                                                                                 |
|                | tenente-coronel    | Voluntários                         | 17 de agosto de 1899 (Nomeação aceita em 1º de outubro de 1899. Dispensado dos voluntários em 2 de julho de 1901. ) |
|                | Coronel            | Temporário                          | 1 de julho de 1902 (Nomeado Chefe do Bureau de Assuntos Insulares. )                                                |
|                | General de brigada | Temporário                          | 30 de junho de 1906 (Chefe do Escritório de Assuntos Insulares. )                                                   |
|                | General de brigada | Exército Regular                    | 12 de maio de 1912                                                                                                  |
|                | Major General      | Exército Nacional                   | 5 de agosto de 1917                                                                                                 |
|                | General de brigada | Exército Regular                    | 1 de julho de 1920                                                                                                  |
|                | Major General      | Exército Regular                    | 5 de março de 1921                                                                                                  |
|                | Major General      | Lista de aposentados                | 1 de dezembro de 1922                                                                                               |

## Legado
- Uma escola secundária em Charlestown, Massachusetts, é nomeada em sua homenagem.
- Uma estátua de Edwards fica no terreno do capitólio do estado de Connecticut.[14]
- A ponte General Edwards transporta a rota 1A de Massachusetts para Lynn, Massachusetts.[15]
- Edwards Parade está localizado no campus da Fordham University.[16]
- Camp Edwards, um campo de treinamento da Guarda Nacional de Massachusetts localizado em Falmouth, Massachusetts, foi nomeado em sua homenagem em 1938.[17]
- Há um monumento a Edwards em Rutland, Vermont ; localizado no cruzamento das ruas South Main e Washington, foi instalado em 1934 pela terceira reunião nacional da 26ª Divisão "Yankee".[18]
- O uniforme de gala do general Eduardo está na coleção do museu da Antiga e Honrada Companhia de Artilharia de Massachusetts.